# Đại học Babson
Đại học Babson (Babson College) là một trường đại học đào tạo kinh doanh tại thành phố Boston, bang Massachusetts. Được thành lập vào năm 1919 bởi Roger W Babson, Đại học Babson là một trong những trường đại học tư thục có trọng tâm là giáo dục khởi nghiệp đầu tiên tại Mỹ.

## Lịch sử

### Thế kỷ 20

#### Viện Babson
Vào ngày 3 tháng 9 năm 1919, Viện Babson đã tổ chức các lớp học đầu tiên tại nhà cũ của Roger và Grace Babson trên đường Abbott ở Wellesley Hills. Khác với các Đại học khác, Viện Babson chỉ giảng dạy kinh doanh.
Năm 1969, Chương trình đào tạo Cử nhân Khoa học 3 năm của Viện Babson về quản trị kinh doanh trở thành Chương trình 4 năm và lần đầu tiên cho phép cho học sinh nữ được nhận vào trường. Viện Babson trở thành Đại học Babson.

### Thế kỷ 21

#### Hợp tác giữa ba trường đại học
Babson hợp tác với hai trường Đại học danh giá tại Boston là Đại học Olin và Đại học Wellesley thông qua sáng kiến BOW.

## Học thuật

### Chương trình Đào tạo
Đại học Babson cung cấp cho tất cả sinh viên đại học một văn bằng Cử nhân Khoa học theo một trong 24 chuyên ngành tương ứng với các lĩnh vực kinh doanh khác nhau. Các chương trình đào tạo được công nhận bởi AACSB và NEASC. Đại học Babson cũng cung cấp văn bằng Thạc sĩ thông qua Trường kinh doanh F.W. Olin, bao gồm Chương trình MBA một năm, Chương trình MBA hai năm, Chương trình MBA buổi tối và Chương trình MBA học tập tổng hợp với các cơ sở đặt tại Boston, San Francisco và Miami. Trường cũng cung cấp bằng Thạc sĩ Khoa học về Lãnh đạo Doanh nhân (MSEL), Phân tích Kinh doanh (MSBA), Tài chính (MSF) và Chứng chỉ Quản lý Nâng cao (CAM).

### Xếp hạng
Trong các bảng xếp hạng, Babson được Tạp chí Money xếp hạng thứ 1 trong số tất cả các trường Đại học tại Mỹ vào năm 2014 khi so giá trị đối với học phí. Năm 2015, Babson được tạp xếp thứ hai chỉ sau Đại học Stanford; tuy nhiên đến năm 2019, trường đã tụt xuống vị trí thứ 151. Chương trình MBA của Babson đã được xếp hạng thứ 1 về khởi sự doanh nghiệp (entrepreneurship) trong 21 năm liên tiếp do tạp chí US News & World Report  và được xếp hạng 58 tổng thể trong Bloomberg Businessweek vào năm 2014. Chương trình đào tạo kinh doanh cử nhân của Babson được xếp hạng thứ 26 trong bảng xếp hạng Bloomberg Businessweek vào năm 2014.
Trong báo cáo tiền lương năm 2021, Payscale.com đã xếp Babson College ở vị trí thứ 24 về lợi tức đầu tư tính theo học phí (ROI). Năm 2012, Bloomberg Businessweek xếp hạng Babson thứ mười một trong số các trường ở Hoa Kỳ dựa trên lợi tức đầu tư. Tạp chí CNN cũng xếp Babson thứ 8 trong bảng xếp hạng "Các trường Đại học được trả lương cao nhất" năm 2016 của họ.

### Cuộc sống sinh viên

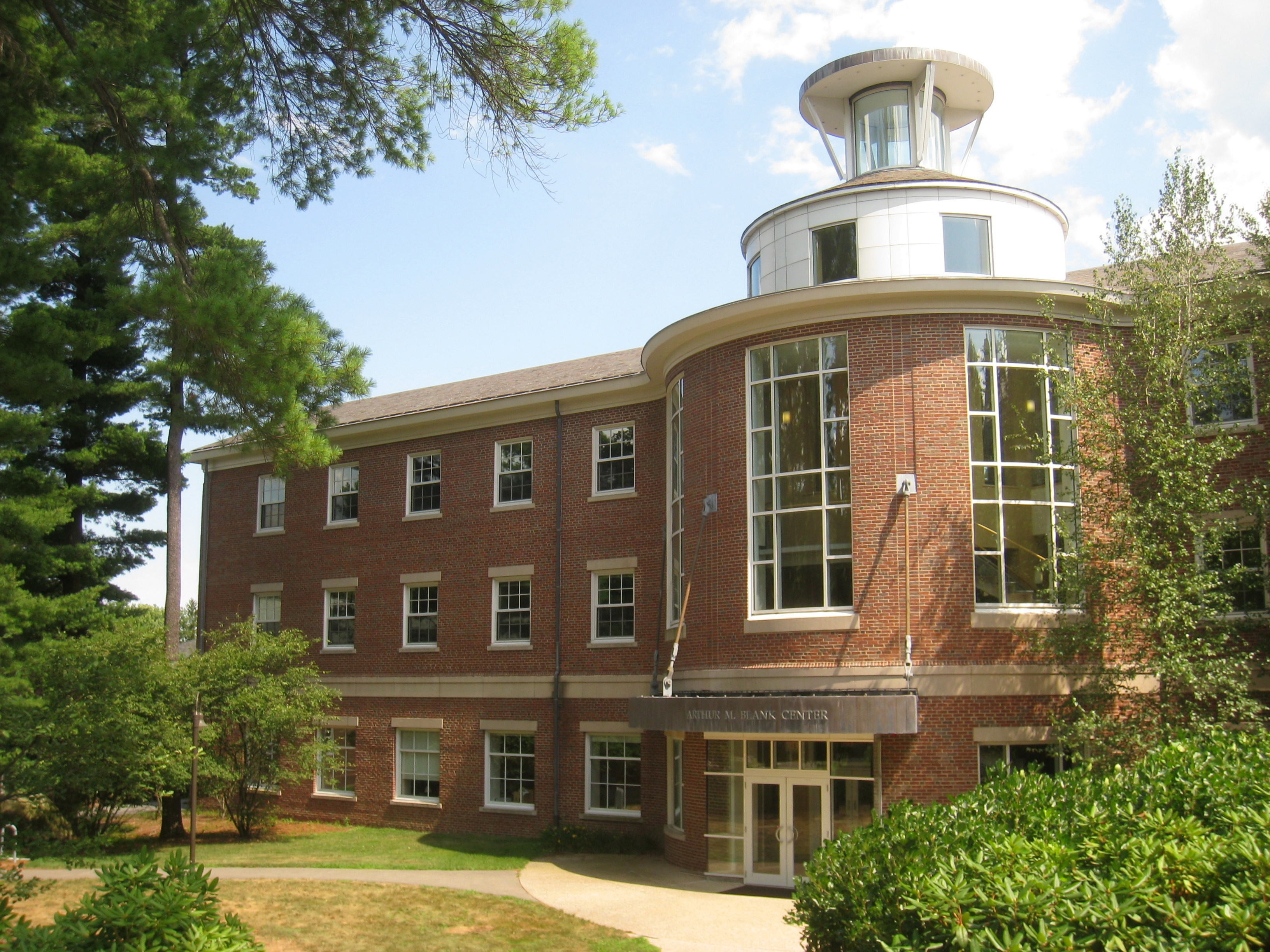
Trung tâm Arthur M. Blank

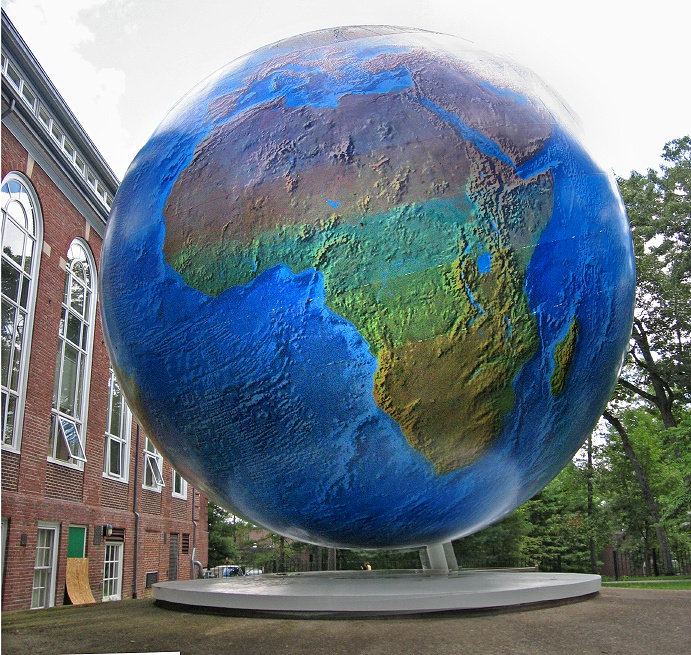
Quả cầu Babson

Năm 2019, 3.663 sinh viên đã theo học Babson, 3.229 trong số đó là sinh viên đại học.
Các ấn phẩm dành cho sinh viên bao gồm một Tạp chí Văn học  và Podcast Babson Build.

## Cựu sinh viên tiêu biểu
- Ernesto Bertarelli '89: Doanh nhân Thụy Sĩ
- Arthur M. Blank '63 H'98: Đồng sáng lập, Cựu CEO của The Home Depot
- Peter Boss MBA '10: Người lái xe đua
- Edward Maurice Bronfman '50 (1927 - 2005): doanh nhân, người sáng lập Edper Investments
- Matt Chatham MBA '11: Cựu hậu vệ NFL với những người yêu nước New England
- Anthony Chiasson '95: Quản lý quỹ phòng hộ
- Matt Coffin '90: Nhà sáng lập và cựu Chủ tịch của LowerMyBills.com [16]
- Andrónico Luksic Craig '76: Doanh nhân
- Bob Davis MBA '85: Nhà sáng lập và CEO của Lycos
- Edsel Bryant Ford II '73 H'00: Giám đốc hội đồng quản trị của Công ty Ford Motor
- William D. Green '76 MBA '77 H'07: Cựu Chủ tịch và Giám đốc điều hành của Accergy
- Frederic C. Hamilton '48 H'98 MP'82 (1927 - 2016): người tiên phong về dầu
- Peter R. Kellogg '64: Nhà môi giới tài chính
- Will Langhorne '95: Cựu tay đua xe đua
- Peter E. Madden '64 P'04 Người ủy thác danh dự: Cựu Chủ tịch của Tập đoàn Đường phố Nhà nước
- Charles Dean Metropoulos '67 MBA '68: Đồng sở hữu của Nữ tiếp viên thương hiệu và chủ sở hữu cũ của Công ty bia biastst
- Geoffrey Eric Molson MBA '96: Đồng sở hữu, Chủ tịch và Giám đốc điều hành của Montreal Canadiens
- David G. Mugar '62: Doanh nhân
- Gunnar S. Overstrom Jr. '65 (1942 - 2001): Nguyên Phó Chủ tịch của FleetBoston Financial
- Huy chương vàng Olympic Aly Raisman cho đội thể dục dụng cụ quốc gia Hoa Kỳ
- Scott Sharp '90: người lái xe đua
- Jamie Siminoff '99: doanh nhân
- Jacob Sprague '07: cầu thủ bóng bầu dục
- Akio Toyoda MBA '82 MP '14: Chủ tịch và Giám đốc điều hành của Toyota Motor Corporation
- Marc Bell '89: doanh nhân
- Terrell Braly '77: người sáng lập Quiznos
- Gustavo Cisneros '68 H'19: Chủ tịch / Giám đốc điều hành của Organización Diego Cisneros
- Roger Enrico '65 H'86 (1994 - 2016): cựu CEO của PepsiCo và DreamWorks Animation SKG [17]
- Stephen Gaghan '88: Nhà biên kịch
- Daniel Frank Gerber '20 H'67 (1898 - 1974): người sáng lập Công ty Sản phẩm Gerber [18]
- Bernard Lee MBA '99: người chơi poker chuyên nghiệp
- John LeFevre '01: cựu nhân viên ngân hàng Citibank
- Mir Ibrahim Rahman '00: CEO của GEO TV
- Craig Robert Benson '77, doanh nhân, cựu Thống đốc bang New Hampshire
- Vincent E. Boles MBA '88: Thiếu tướng quân đội Hoa Kỳ
- W. Haydon Burns '34 (1912 - 1987): Thống đốc thứ 35 của Florida, năm 19656767 và Thị trưởng thứ 35 của Jacksonville, Florida, 1949-1965 [19]
- Công chúa Marie của Đan Mạch (1995-97)[20]
- Rudy phi hành đoàn '72 H'96: Chủ tịch của Medgar Evers College [21]
- Kathleen M. Gainey MBA '89: Trung tướng Quân đội Hoa Kỳ [22]
- James A. Lewis '58 (1932 - 1997): Chính trị gia người Mỹ
- Patricia E. McQuistion MBA '88: Trung tướng Quân đội Hoa Kỳ [23]
- Lafayette Morgan '58 (1931 - 2005): Cựu cố vấn kinh tế của Liberia [24]
- Ernest Dichmann Peek '29 (1878 - 1950): Thiếu tướng, Quân đội Hoa Kỳ
- Gustavo Adolfo Carvajal Sinisterra MBA '84: Đại sứ thứ 24 của Colombia tại Pháp [25]
- Don Strauch '49 (1926 - 2016): Cựu Thị trưởng Mesa, Arizona [26]
- Jack Tilton (1951-2017) '74 P'09: đại lý nghệ thuật [27]
- Michael Bastian '87: Người sáng lập công ty MICHAEL BASTIAN[28][29]
- Bá tước Enrico Marone Cinzano '85: Nghệ sĩ, nhà thiết kế nội thất  và thành viên của gia đình rượu nổi tiếng Cinzano [30]
- Ruthie Davis MBA '93: Người sáng lập, Chủ tịch và Nhà thiết kế của công ty thời trang và giày dép RUTHIE DAVIS [31][32]
- Natasha Esch '93: Cựu chủ tịch của Mô hình Wilhelmina [33]
- Mohan Murigate '67: Chủ tịch Tập đoàn Murigate, sở hữu các thương hiệu như Tommy Hilfiger và Gloria Vanderbilt [34]

## Liên kết ngoại
- Trang web chính thức